# Baba Vanga
Vanga (în bulgară Ванга; n. 3 octombrie 1911 – d. 11 august 1996), născută Vanghelia Pandeva Dimitrova (Вангелия Пандева Димитрова), după căsătorie Vanghelia Gușterova (Вангелия Гущтерова) a fost o prezicătoare oarbă bulgară vindecătoare cu plante care și-a petrecut cea mai mare din viața sa în zona Rupite în munții Kozhuh, Bulgaria. Adepții ei au fost convinși că ea posedă abilități paranormale. 

## Viața

### Copilăria și tinerețea
Vanga s-a născut în Strumica, pe atunci în Imperiul Otoman, mai târziu, consecutiv, în Regatul Bulgariei, Regatul Iugoslaviei, din nou în Bulgaria, Republica Socialistă Federativă Iugoslavia și astăzi în Macedonia de Nord. În timpul celei de-a doua anexări bulgare a regiunii (1941-1944) s-a mutat la Petrici (atunci și acum în Bulgaria). Ea a fost un copil prematur care avea multe probleme de sănătate. În conformitate cu tradiția locală, copilului nu i-a fost dat un nume până când nu a fost considerat în stare de a supraviețui. Când copilul a strigat pentru prima oară, o moașă a ieșit în stradă și a cerut un nume unui străin. Străinul a propus numele Andromaha (Andromache), dar aceasta a fost respinsă ca fiind prea grecesc, astfel că a doua propunere a străinului Vangelia (Vangelis, greacă: Βαγγελία, prescurtare pentru Ευαγγελία, vestitor de vești bune, format din cuvintele ευ - cu sensul de bun și άγγελος care înseamnă mesager), a fost acceptat pentru că, deși era tot un nume grecesc, era popular în regiune.  

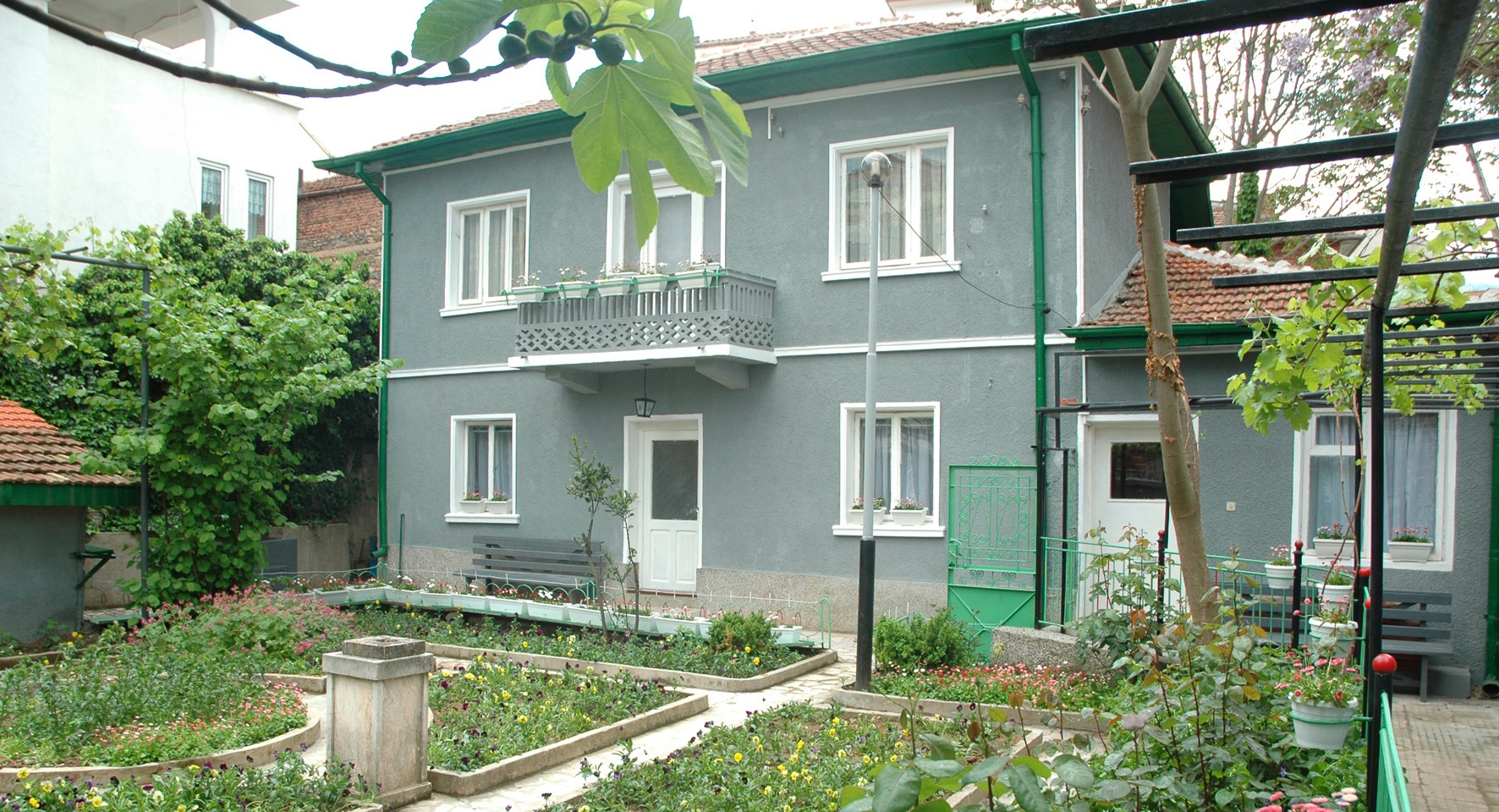
Casa din Petrici

În copilărie, Vangelia a fost o fată obișnuită. Tatăl ei a fost recrutat în armata bulgară în timpul primului război mondial, iar mama ei a murit când Vanga era destul de tânără, ceea ce a făcut ca fata să depindă de vecini o perioadă lungă de timp. Vanga era inteligentă, cu ochi albaștri și cu părul blond. Înclinațiile ei au început să apară atunci când ea se juca de-a vindecarea, un joc pe care îl iubea. Ea prescria unele plante prietenilor săi care pretindeau că sunt bolnavi. Tatăl ei, fiind văduv, s-a recăsătorit, oferind astfel o mamă vitregă fiicei sale.
Un punct de cotitură în viața ei a fost o furtună care a ridicat-o pe Vanga și aruncat-o într-un câmp (această afirmație nu a fost verificată de înregistrările meteorologice sau alte observații din acel moment). A fost găsită după o lungă căutare, foarte speriată, cu ochii acoperiți de nisip și praf, așa ca nu i-a putut deschide din cauza durerii. Nicio vindecare nu a dat rezultate. A avut bani doar pentru o operație parțială, astfel încât a orbit.
În 1925 Vanga a fost dusă la o școală pentru nevăzători în orașul Zemun (Serbia), unde a petrecut următorii trei ani. Aici a învățat să citească alfabetul Braille, să cânte la pian, precum și să tricoteze, să gătească sau să facă curățenie. După moartea mamei vitrege, ea a trebuit să se întoarcă acasă pentru ca să aibă grijă de frații ei mai mici. Familia ei a era foarte săracă astfel încât ea a trebuit să lucreze toată ziua.

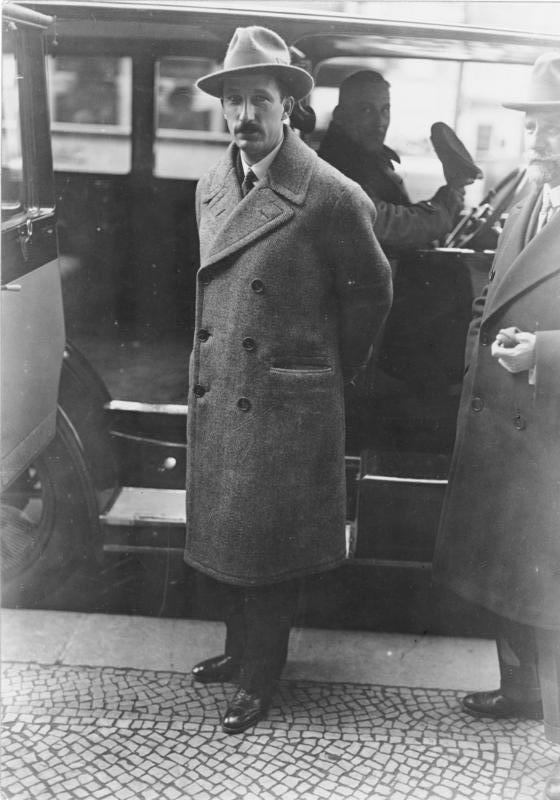
Țarul Boris al III-lea al Bulgariei, cel care în 1942 a vizitat-o pe baba Vanga

În 1939, Vanga a făcut pleurezie, deși ea a fost destul de sănătoasă în anii precedenți. Avizul medicului a fost că ea va muri în curând, dar și-a revenit repede. 

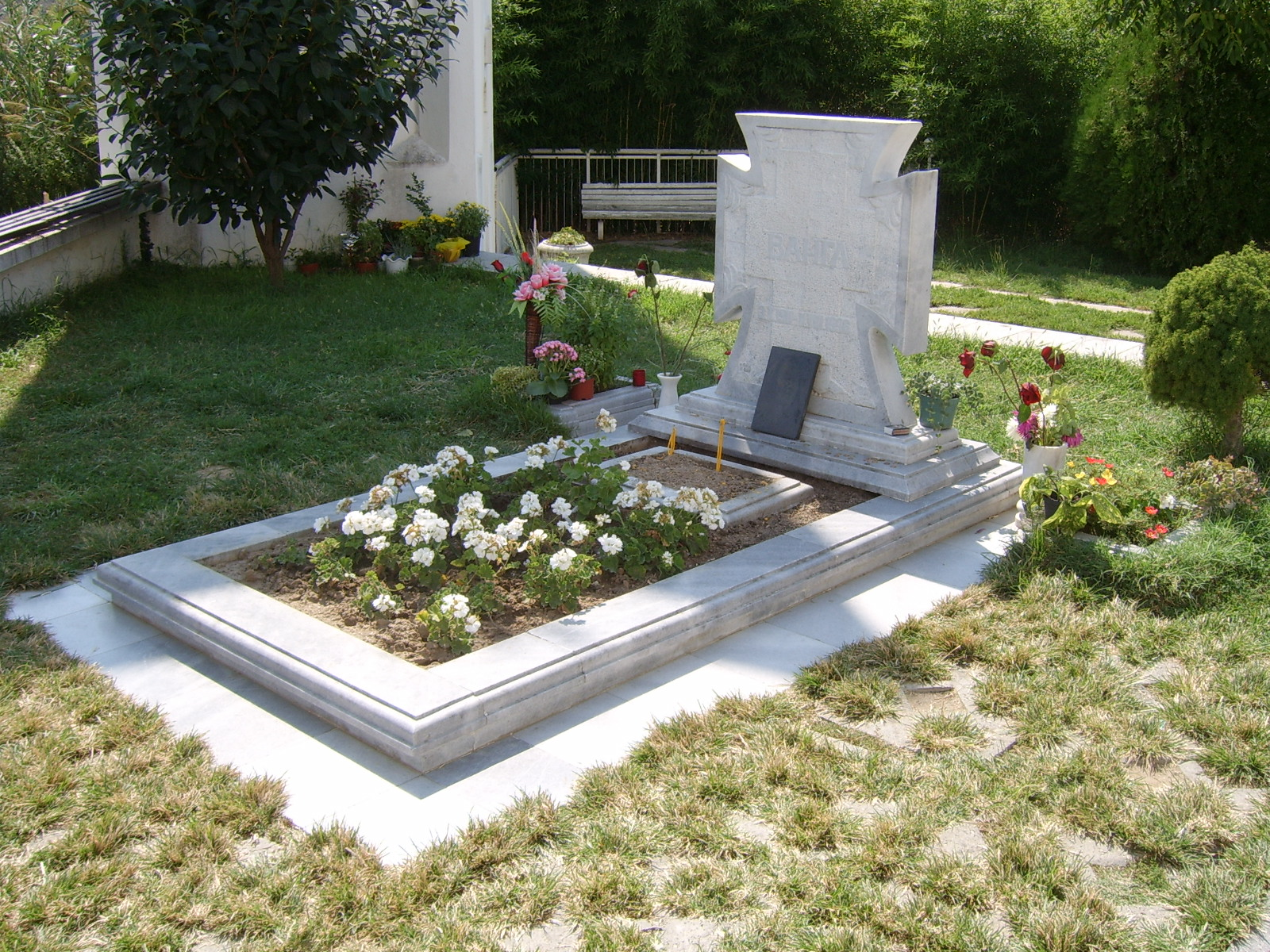
Mormântul babei Vanga din Rupite

În timpul celui de al Doilea Război Mondial
Vanga a atras mai mulți credincioși care au vizitat-o, în speranța de a obține indicii despre faptul dacă rudele lor mai sunt în viață sau să afle detalii despre locul în care au decedat. La 8 aprilie 1942, țarul Bulgariei Boris al III-lea a vizitat-o.

### Maturitatea
La data de 10 mai 1942 Vanga s-a căsătorit cu Dimitar Gușterov, un om dintr-un sat din apropiere de Petrici, care a venit să o întrebe despre ucigașii fratelui său, dar a trebuit să-i promită că nu va căuta răzbunare. Cu puțin timp înainte de căsătorie, Dimitar și Vanga s-au mutat la Petrici, unde ea a devenit repede bine-cunoscută. Dimitar mai târziu a fost recrutat în armata bulgară în timp ce Bulgaria a anexat Grecia de Nord. El s-a îmbolnăvit din nou în 1947, a căzut în alcoolism și în cele din urmă a murit în aprilie 1962.

### Moartea
Vanga a murit pe 11 august 1996. Înmormântarea ei a atras mari mulțimi, inclusiv mulți demnitari.
Casa ei din Petrici a fost transformată într-un muzeu, care și-a deschis porțile pe 5 mai 2008.

## Munca
Vanga a fost analfabetă sau semianalfabetă. Ea nu a scris nicio carte. Discursul ei era dificil de înțeles și vorbea un dialect greu - înregistrările recente TV folosesc subtitrări pentru publicul bulgar. Ceea ce a spus ea sau posibil să fi spus ea sunt informații capturate de către membrii echipelor de înregistrare. Mai târziu numeroase cărți ezoterice despre viața și predicțiile ei au fost scrise.
Vanga a susținut că abilitățile ei extraordinare au avut ceva de-a face cu prezența unor creaturi invizibile, dar ea nu a putut explica în mod clar originea lor. Potrivit ei, viața tuturor stătea în picioare în fața ei, era ca un film pentru ea, de la naștere până la moarte. Dar schimbarea a ceea ce a fost scris unei generații a fost dincolo de puterea ei, după propriile ei spuse.
Unii adepți spun că ar fi prevestit începutul destrămării Uniunii Sovietice, dezastrul de la Cernobîl, victoria electorală a lui Boris Elțin, data morții lui Stalin, scufundarea submarinului rus Kursk, atacurile din 11 septembrie și victoria lui Veselin Topalov în turneul mondial de șah. Apropiații lor contrazic însă aceste afirmații.

## Evaluări
Gheorgi Lozanov, director al Institute of Suggestology and Paraphyschology din Sofia, care s-a ocupat cu evaluarea predicțiilor făcute de Vanga, a găsit că abilitățile ei predictive sunt în proporție de cam 80% exacte, fiind puternice în privința găsirii de rude și prieteni pierduți. The Institute of Suggestology and Parapsychology, unde lucrează circa 30 de oameni, este finanțat de guvernul bulgar.
Lozanov a descris mai mult de 7 000 cazuri de predicții corecte aparținând lui Vanga.
Prof. Veliciko Dobrianov, care conduce Institute of Suggestology, a publicat o carte numită:,,Studiul cantitativ al fenomenului Vanga". El a evaluat 18 interviuri pe care Vanga le-a dat vizitatorilor, în care au fost înregistrate 823 mesaje. Dintre acestea 445 au fost adevărate, 288 alternative sau ambigui și 90 incorecte. Din aceste date cercetătorul a dedus un anumit indice referitor la capacitatea telepatică a lui Vanga care era de 0,7 în medie. Această valoare dovedește că Vanga nu putea obține informațiile prin metode convenționale. Prin contrast indicele unor persoane obișnuite ce se pretind prezicătoare a fost de 0,2. De asemenea, s-a încercat experimental și inducerea în eroare a lui Vanga în mod intenționat de către unele persoane special puse să facă asta, dar Vanga le-a denunțat repede pe acestea. Potrivit lui Velichko Dobriyanov rata corectitudinii lui Vanga a fost între 58-86%. În studiile sale academicianul Yuri Negribetskiy de la International Academy of Science vorbește de un procent de 70-80%.

## Altele
Vanga a încercat să proorocească despre nou născuții sau copii nenăscuți. Ea a spus că vedea și vorbea cu oameni care au murit cu sute de ani în urmă. Vanga a vorbit despre viitor, deși nu-i plăcea să facă acest lucru. Potrivit spuselor sale, în 200 de ani, omul va face contact cu frații din alte lumi. Ea a spus că mulți extratereștri trăiesc pe Pământ de ani de zile. Ei au venit de pe planeta, care, în limba lor, se numește Vamfim, și este a treia planetă de la Pământ.
Potrivit site-ului rus Pravda.ru, Vanga a prezis că un al Treilea Război Mondial va începe în anul 2010.

## Critică
Site-ul oficial al Bisericii Ortodoxe Bulgare a anunțat că Visarion, un călugăr dintr-o comunitate bărbătească de pe Muntele Athos (Grecia), va lansa o carte în care demască pseudo-idolii Vanga și Danov.
Cartea dorește să evidențieze distincția dintre ocultism și creștinism autentic. „Vanga este o femeie nefericită, torturată de forțele întunericului,” consideră călugărul Visarion. Biblia conține prevederi referitoare la pedepsirea cu moartea a celor ce cheamă duhurile morților: Dar dacă un om sau o femeie cheamă duhul unui mort, sau se îndeletnicește cu ghicirea, să fie pedepsiți cu moartea; să-i ucideți cu pietre: sîngele lor să cadă asupra lor.

## Vindecări
În afară de profeții, Vanga a fost considerată a fi o vindecătoare, dar numai pe bază de plante medicinale. Potrivit ei, oamenii trebuie să se vindece doar cu ierburile din țara în care trăiesc. Ea a prescris spălături cu o infuzie de ierburi și condimente, susținând că au un anumit efect benefic asupra pielii. Vanga nu se opunea medicinei contemporane, deși ea a crezut că a lua prea multe medicamente este ceva rău, pentru că „astfel se închid ușile prin care natura reface echilibrul în corp cu ajutorul ierburilor”.

## Controverse

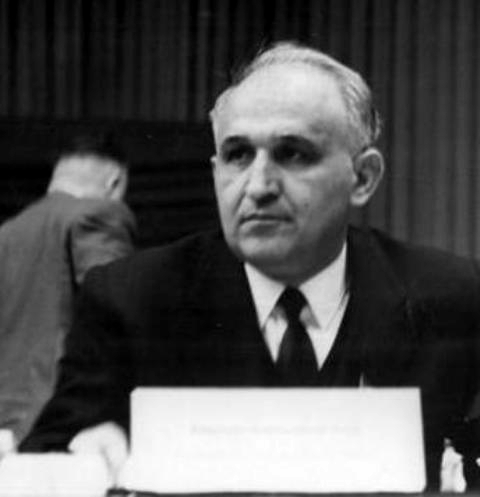
Comunistul Todor Jivkov, un apropiat al Babei Vanga

Vanga a fost cunoscută ca fiind o apropiată a guvernului condus de Todor Jivkov și, în mai multe rânduri, ea a apărut la televiziunea publică alături de el și cu alți oficiali de rang înalt ai Partidului Comunist Bulgar. S-a afirmat că Vanga folosea datele colectate de serviciile secrete pentru a câștiga încrederea vizitatorilor ei. Până în prezent, acest aspect este încă în investigație.

## În cultura populară
Vangelia, o emisiune biografică de 24 de episoade cu elemente de mistică, a fost comandată în 2013 de Pervîi Kanal.
Predicțiile presupuse de clarvăzător, speculațiile politice cu ele și critica lor continuă să apară în mass-media în diferite țări și în diferite limbi.
Imaginea ei este deosebit de populară în Europa de Est, în special în Balcani și în Rusia. Publicațiile rusești legate de profeția misterioasă sunt numeroase. "Marea Enciclopedie a Vangăi" este un proiect online rusesc, dedicat ei.

## Memorie
La 5 mai 2008 în casa lui Vanga din Petrici a fost deschis un muzeu dedicat ei.
În 2011, la centenarul nașterii lui Vanga în Rupita, statuia sa a fost găsită cu o greutate de 400 kilograme.
În 2014, Bulgaria a sărbătorit cea de-a 20-a aniversare a deschiderii templului.